# 金色美法螺
金色美法螺（学名：Cymatium hepaticum），是异足目法螺科梭法螺属的一种。主要分布于印度尼西亚、台湾，常栖息在岩礁海岸、浅海。